# شانازي ريد
شانازي ريد (بالإنجليزية: Shanaze Reade)‏ مواليد 23 سبتمبر 1988 في تشيشير، المملكة المتحدة، هو دراج إنجليزي. شارك في دورة الألعاب الأولمبية الصيفية.

## روابط خارجية
- شانازي ريد على موقع الاتحاد الدولي للدراجات (الإنجليزية)
- شانازي ريد على موقع أرشيف الدراجات (الإنجليزية)
- شانازي ريد على موقع نتائج كأس العالم لسباقات دراجات (بي.أم.إكس) (الإنجليزية)
- شانازي ريد على موقع اللجنة الأولمبية الدولية (الإنجليزية)
- شانازي ريد على موقع أوليمبيديا (الإنجليزية)
- شانازي ريد على موقع اللجنة الأولمبية البريطانية (الإنجليزية)